# Джинджер Фиш
Джинджер Фиш (англ. Ginger Fish; от имён Джинджер Роджерс и Альберта Фиша), при рождении Кеннет Роберт Уилсон (англ. Kenneth Robert Wilson; 28 сентября 1966) — американский барабанщик, известный участием в группе Marilyn Manson в 1995—2011 годах; с 2011 года — барабанщик группы Роба Зомби.

## Биография
Начав играть на барабанах ещё со школы, Уилсон поступил в Университет штата Невада для обучения музыке. На протяжении того периода он играл в нескольких местных группах. Тем временем группа Marilyn Manson приняла решение заменить своего барабанщика. Джинджер Фиш выучил ударные партии первого альбома Marilyn Manson «Portrait of an American Family», и потом в марте 1995-го был приглашен в группу. Несмотря на постоянные изменения в коллективе, сопровождавшие Marilyn Manson с самого начала существования, Джинджер Фиш является только вторым барабанщиком в группе, если не учитывать драм-машину, которая использовалась группой до появления первого барабанщика. Его игру можно услышать на всех альбомах группы, начиная с EP «Smells Like Children», за исключением «Eat Me, Drink Me», в котором Мэрилин Мэнсон решил использовать драм-машину. Уилсон временно на один год был заменён Крисом Вренной после того, как в 2004 во время турне получил повреждения, в результате которых не смог завершить вместе с группой (однако при этом оставаясь участником Marilyn Manson). Пока группа продолжала тот тур, Джинджер Фиш начал работу над сторонним проектом. Слухи о его невозвращении в Marilyn Manson были опровергнуты после того, как он исполнил вместе с группой песню «This Is Halloween» в «The Tonight Show». Несмотря на то, что он не участвовал в записи альбома «Eat Me, Drink Me», Фиш создал ремикс на песню из альбома, «Putting Holes in Happiness», в котором сыграл на фортепиано.
В феврале 2011 года Джинджер впервые за семь лет воссоединился с бывшим гитаристом Джоном 5 группы Marilyn Manson на одной сцене. Фиш присоединился к коллективу Rob Zombie в качестве ударника, сыграв свой первый концерт 6 февраля в Калифорнии.
24 февраля через твиттер Фиш объявил о том, что покидает Marilyn Manson.

## Травмы
Опыт игры Фиша на ударных (как на акустических, так и на электро) имеет тенденцию оставаться в тени его странного умения получать серьёзные травмы во время своих же концертов:
- В июне 1998 года Marilyn Manson было предложено сыграть на семи европейских музыкальных фестивалях (дата и место проведения первого — 25.06.1998, Дания), на которых группа не смогла сыграть после того, как у Фиша обнаружили мононуклеоз. Из-за этого Marilyn Manson записывали «Mechanical Animals» без его участия.[источник не указан 2323 дня]
- В начале тура под названием «Rock Is Dead» Фиш разорвал связки на правом колене (в то время, когда продолжалось лечение его правой руки, которая была травмирована раньше), таким образом заставляя отказаться от одновременной игры на бочках. Также на одном из концертов Мэнсон решил разрушить ударную установку Фиша, из-за чего второй был вынужден передвигаться на одной ноге, покидая сцену. Позже Фиш играл на каждом концерте, несмотря на то, что смог начать нормально ходить только за месяц до окончания тура.

## Дискография
- Smells Like Children (Marilyn Manson, 1995)
- Antichrist Superstar (Marilyn Manson, 1996)
- Remix & Repent (Marilyn Manson, 1997)
- Mechanical Animals (Marilyn Manson, 1998)
- The Last Tour on Earth (Marilyn Manson, 1999)
- Holy Wood (In the Shadow of the Valley of Death) (Marilyn Manson, 2000)
- The Golden Age of Grotesque (Marilyn Manson, 2003)
- Lest We Forget: The Best of (Marilyn Manson, 2004)
- Eat Me, Drink Me (Marilyn Manson, 2007)
- The High End of Low (Marilyn Manson, 2009)
- Venomous Rat Regeneration Vendor (Rob Zombie, 2013)

## Оборудование
Premier Marquee drums:
- 24" × 18" bass drums (2)
- 14" × 7" snare
- 12" × 10", 13" × 10" rack toms
- 16" × 14", 16" × 16" floor toms

Zildjian custom cymbals:
- 14" Z Custom hi-hats (pair)
- 20" Z Custom China
- 20" Z Custom Ride
- 19" Z Custom Rock Crash
- 18" Z Custom Medium Crash

Другое
- Aquarian drumheads
- Promark 5ab sticks Pro-mark 5AB nylon tips
- DW pedals
- Roc n Soc throne with back
- Shure PSM700 hardwired in-ear monitor system
- Ultimate Ears UE Pro 5 in-ear monitors